# Brahmina pubiventris
Brahmina pubiventris är en skalbaggsart som beskrevs av Hermann Burmeister 1855. Brahmina pubiventris ingår i släktet Brahmina och familjen Melolonthidae. Inga underarter finns listade.